# 埃蒂奥勒
埃蒂奥勒（法語：Étiolles，法語發音：[etjɔl] ⓘ）是法国法兰西岛大区埃松省的一个市镇，位于该省东北部，属于埃夫里区。

## 地理
埃蒂奥勒（48°38'9"N, 2°28'22"E）面积11.65 平方千米，位于法国法蘭西島大區埃松省，该省份为法国北部内陆省份，北起上塞纳省和马恩河谷省，西接厄尔-卢瓦省和伊夫林省，南至卢瓦雷省，东临塞纳-马恩省。
与埃蒂奥勒接壤的市镇（或旧市镇、城区）包括：埃皮奈苏塞纳尔、科尔贝伊-埃松、坎西苏塞纳尔、圣日耳曼-莱科尔贝伊、塞纳河畔苏瓦西、蒂日里、埃夫里-库尔库罗讷。

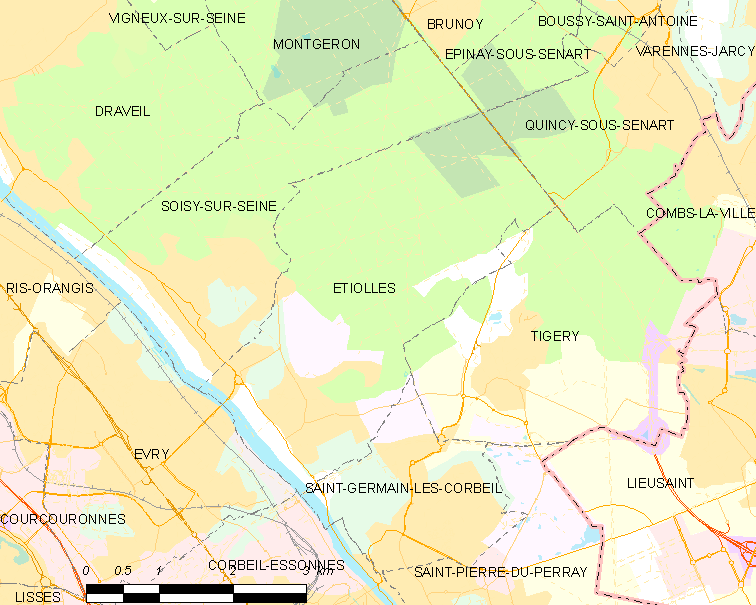
埃蒂奥勒的OSM定位图

埃蒂奥勒的时区为UTC+01:00、UTC+02:00（夏令时）。

## 行政
埃蒂奥勒的邮政编码为91450，INSEE市镇编码为91225。

## 政治
埃蒂奥勒所属的省级选区为德拉韦伊县。

## 人口

1962-2008年间埃蒂奥勒人口变化图示

埃蒂奥勒于2022年1月1日时的人口数量为3100人。